# Saint-Ours (Savoie)
Saint-Ours is een gemeente in het Franse departement Savoie (regio Auvergne-Rhône-Alpes) en telt 478 inwoners (2004). De plaats maakt deel uit van het arrondissement Chambéry.

## Geografie
De oppervlakte van Saint-Ours bedraagt 4,6 km², de bevolkingsdichtheid is 103,9 inwoners per km².
De onderstaande kaart toont de ligging van Saint-Ours (Savoie) met de belangrijkste infrastructuur en aangrenzende gemeenten.

## Demografie
Onderstaande figuur toont het verloop van het inwonertal (bron: INSEE-tellingen).